# Тунис (град)
Тунис (арап. تونس [Tūnisⓘ], фр. Tunis) је главни и највећи град државе Тунис. По резултатима пописа из 2004. има 728.453 становника. У ширем градском подручју живи 2.412.500 становника, што је око 20% становништва земље.

## Географија
Град се налази на језеру Тунис, а новим делом града излази на залив Тунис, у Медитерану. Налази се на 36°50' север, 10°9' исток (36.8333, 10.15). Град је у облику потковице око језера.

### Клима
Тунис доживљава влажне и благе зиме и врућа и сува лета. Снег и мраз су изузетно ретки, али средином лета доноси непријатно високе температуре. Тунис има медитеранску климу врућу, летњу која се карактерише топлим и сувим периодом и благим зимама са умереним падавинама. На локалну климу донекле утиче и географска ширина града, умерени утицај Медитеранског мора и терен брда.
| Клима Туниса (Тунис-Картагина међународни аеродром) 1981–2010, екстреми 1943–садашњост           | Клима Туниса (Тунис-Картагина међународни аеродром) 1981–2010, екстреми 1943–садашњост | Клима Туниса (Тунис-Картагина међународни аеродром) 1981–2010, екстреми 1943–садашњост | Клима Туниса (Тунис-Картагина међународни аеродром) 1981–2010, екстреми 1943–садашњост | Клима Туниса (Тунис-Картагина међународни аеродром) 1981–2010, екстреми 1943–садашњост | Клима Туниса (Тунис-Картагина међународни аеродром) 1981–2010, екстреми 1943–садашњост | Клима Туниса (Тунис-Картагина међународни аеродром) 1981–2010, екстреми 1943–садашњост | Клима Туниса (Тунис-Картагина међународни аеродром) 1981–2010, екстреми 1943–садашњост | Клима Туниса (Тунис-Картагина међународни аеродром) 1981–2010, екстреми 1943–садашњост | Клима Туниса (Тунис-Картагина међународни аеродром) 1981–2010, екстреми 1943–садашњост | Клима Туниса (Тунис-Картагина међународни аеродром) 1981–2010, екстреми 1943–садашњост | Клима Туниса (Тунис-Картагина међународни аеродром) 1981–2010, екстреми 1943–садашњост | Клима Туниса (Тунис-Картагина међународни аеродром) 1981–2010, екстреми 1943–садашњост | Клима Туниса (Тунис-Картагина међународни аеродром) 1981–2010, екстреми 1943–садашњост |
| Показатељ \ Месец                                                                                | .Јан.                                                                                  | .Феб.                                                                                  | .Мар.                                                                                  | .Апр.                                                                                  | .Мај.                                                                                  | .Јун.                                                                                  | .Јул.                                                                                  | .Авг.                                                                                  | .Сеп.                                                                                  | .Окт.                                                                                  | .Нов.                                                                                  | .Дец.                                                                                  | .Год.                                                                                  |
| ------------------------------------------------------------------------------------------------ | -------------------------------------------------------------------------------------- | -------------------------------------------------------------------------------------- | -------------------------------------------------------------------------------------- | -------------------------------------------------------------------------------------- | -------------------------------------------------------------------------------------- | -------------------------------------------------------------------------------------- | -------------------------------------------------------------------------------------- | -------------------------------------------------------------------------------------- | -------------------------------------------------------------------------------------- | -------------------------------------------------------------------------------------- | -------------------------------------------------------------------------------------- | -------------------------------------------------------------------------------------- | -------------------------------------------------------------------------------------- |
| Апсолутни максимум, °C (°F)                                                                      | 25,1 (77,2)                                                                            | 28,5 (83,3)                                                                            | 36,5 (97,7)                                                                            | 33,1 (91,6)                                                                            | 41,4 (106,5)                                                                           | 47,0 (116,6)                                                                           | 47,4 (117,3)                                                                           | 46,6 (115,9)                                                                           | 44,4 (111,9)                                                                           | 40,0 (104)                                                                             | 30,5 (86,9)                                                                            | 29,6 (85,3)                                                                            | 47,4 (117,3)                                                                           |
| Максимум, °C (°F)                                                                                | 16,1 (61)                                                                              | 16,8 (62,2)                                                                            | 19,0 (66,2)                                                                            | 21,7 (71,1)                                                                            | 26,1 (79)                                                                              | 30,6 (87,1)                                                                            | 33,8 (92,8)                                                                            | 34,1 (93,4)                                                                            | 30,4 (86,7)                                                                            | 26,5 (79,7)                                                                            | 21,2 (70,2)                                                                            | 17,3 (63,1)                                                                            | 24,47 (76,04)                                                                          |
| Просек, °C (°F)                                                                                  | 11,6 (52,9)                                                                            | 11,9 (53,4)                                                                            | 13,8 (56,8)                                                                            | 16,2 (61,2)                                                                            | 20,2 (68,4)                                                                            | 24,3 (75,7)                                                                            | 27,2 (81)                                                                              | 27,7 (81,9)                                                                            | 24,7 (76,5)                                                                            | 21,1 (70)                                                                              | 16,3 (61,3)                                                                            | 12,8 (55)                                                                              | 18,98 (66,18)                                                                          |
| Минимум, °C (°F)                                                                                 | 7,6 (45,7)                                                                             | 7,7 (45,9)                                                                             | 9,2 (48,6)                                                                             | 11,4 (52,5)                                                                            | 14,8 (58,6)                                                                            | 18,6 (65,5)                                                                            | 21,3 (70,3)                                                                            | 22,2 (72)                                                                              | 20,1 (68,2)                                                                            | 16,8 (62,2)                                                                            | 12,2 (54)                                                                              | 8,9 (48)                                                                               | 14,23 (57,63)                                                                          |
| Апсолутни минимум, °C (°F)                                                                       | −2,0 (28,4)                                                                            | −1,1 (30)                                                                              | 1,0 (33,8)                                                                             | 1,7 (35,1)                                                                             | 6,0 (42,8)                                                                             | 10,0 (50)                                                                              | 13,0 (55,4)                                                                            | 11,7 (53,1)                                                                            | 12,0 (53,6)                                                                            | 6,0 (42,8)                                                                             | 0,8 (33,4)                                                                             | 0,0 (32)                                                                               | −2,0 (28,4)                                                                            |
| Количина падавина, mm (in)                                                                       | 63,1 (2,484)                                                                           | 49,2 (1,937)                                                                           | 39,2 (1,543)                                                                           | 38,5 (1,516)                                                                           | 23,6 (0,929)                                                                           | 12,9 (0,508)                                                                           | 4,0 (0,157)                                                                            | 7,1 (0,28)                                                                             | 56,3 (2,217)                                                                           | 47,7 (1,878)                                                                           | 54,8 (2,157)                                                                           | 75,2 (2,961)                                                                           | 471,6 (18,567)                                                                         |
| Дани са падавинама (≥ 1.0 mm)                                                                    | 8,6                                                                                    | 8,1                                                                                    | 8,0                                                                                    | 5,5                                                                                    | 3,1                                                                                    | 1,7                                                                                    | 0,6                                                                                    | 1,3                                                                                    | 3,5                                                                                    | 6,1                                                                                    | 5,9                                                                                    | 8,1                                                                                    | 60,5                                                                                   |
| Релативна влажност, %                                                                            | 76                                                                                     | 74                                                                                     | 73                                                                                     | 71                                                                                     | 68                                                                                     | 64                                                                                     | 62                                                                                     | 64                                                                                     | 68                                                                                     | 72                                                                                     | 74                                                                                     | 77                                                                                     | 70                                                                                     |
| Сунчани сати — месечни просек                                                                    | 145,7                                                                                  | 159,6                                                                                  | 198,4                                                                                  | 225,0                                                                                  | 282,1                                                                                  | 309,0                                                                                  | 356,5                                                                                  | 328,6                                                                                  | 258,0                                                                                  | 217,0                                                                                  | 174,0                                                                                  | 148,8                                                                                  | 2.802,7                                                                                |
| Сунчани сати — дневни просек                                                                     | 4,7                                                                                    | 5,7                                                                                    | 6,4                                                                                    | 7,5                                                                                    | 9,1                                                                                    | 10,3                                                                                   | 11,5                                                                                   | 10,6                                                                                   | 8,6                                                                                    | 7,0                                                                                    | 5,8                                                                                    | 4,8                                                                                    | 7,7                                                                                    |
| Извор #1: Institut National de la Météorologie (precipitation days/humidity/sun 1961–1990)       |                                                                                        |                                                                                        |                                                                                        |                                                                                        |                                                                                        |                                                                                        |                                                                                        |                                                                                        |                                                                                        |                                                                                        |                                                                                        |                                                                                        |                                                                                        |
| Извор #2: NOAA (precipitation days/humidity/sun 1961–1990), Meteo Climat (record highs and lows) |                                                                                        |                                                                                        |                                                                                        |                                                                                        |                                                                                        |                                                                                        |                                                                                        |                                                                                        |                                                                                        |                                                                                        |                                                                                        |                                                                                        |                                                                                        |

## Историја
Град Тунис се налази недалеко од феничанске престонице Картагина.
У доба династије Хафсида (12.-16. век) Тунис је био један од највећих и најразвијенијих градова исламског света.
Турци су освојили град 1534.
Французи су освојили град 1881. и били у њему до независности Туниса 1956. Током Другог светског рата, Тунис су држали Немци од новембра 1942, до маја 1943, и тај град је био њихова последња база у Африци. После Проглашења независности Туниса Тунис постаје главни град.

## Становништво
| Година       |
| Становништво |
| ------------ |

### Друштво

#### Помоћ удружењима
Неколико удружења у културном или друштвеном предмету стога су профитирале из јавних простора, од којих су посебно старе стамбене зграде и зграде са високом историјском вриједношћу, имовином градске вијећнице или државе након рада на рестаурацији. Као пример можете цитирати:
Инсталација Удружења заштитника Медине (АСМ) са Дар Ласрамом и клубом Тахар Хададом са додатном зградом.
Стварање куће за верске организације у Медерса Ел Ачориа.
Стварање куће за медицинска удружења у Медерса Ел Селиманиа
Куповина Дар Бен Ачура и инсталација јавне библиотеке, локалне канцеларије пензионера и удружења музике за младе у својим крилима.
Постављање других простора на профит клубова младих људи, седишта удружења у друштвеним стварима.
Ова оријентација је ојачана у одговору на позив председника републике у време прославе националног дана удружења 23. априла 1998. године подстичу општине да креирају куће за удружења и да допринесу промоцији живота заједнице.
Сходно томе, Градска већница Туниса направила је став стављања на располагање одређеним удружењима и неким активним клубовима неколико зграда како би им омогућили рад под најбољим условима је суштинска основа опћинске акције у погледу живота заједнице.

#### Помоћ младим људима
Интервенције кроз удруживање продуктивне породичне и друштвене акције:
Поред давања школских помоћи и претплате школског превоза (скоро 70 примаоца) на почетку школске године, удружење наставља своје акције у корист младих током целе године. Осигурава курсеве подршке ученицима у колеџима или преко студената које подржава удружење (скоро 50 примаоца). Паралелно, Клуб младих из града Ел Мехтел у Ел Агби осигурава курсеве подршке профиту ученика у сарадњи са студентима и дипломцима који
подржава удружење. Ученици који су престали студије профитирали су од интервенције удружења како би им се обезбедила формација прилагођена њиховим капацитетима и потребама. Од ове помоћи је 22 ученика користило око 2.500 динара.
Глобално коверто од око 70000 динара годишње нуди се у време повратка на универзитет на 70 ученика, чиме се уклања.

## Привреда
Чистоћа је главни приоритет општинске акције. То је од великог значаја у приступу управљања дневним новинама становништва.
Место које је датоовом сектору подстакло је општину Тунис да му посвети обим инвестиција од најважнијих у циљу јачања својих материјалних капацитета и његове специфичне опреме.

### Саобраћај
Повећање становништва Туниса, проширење урбанизованог простора, повећање становништва запошљавања, раст возног парка и административна концентрација компликована су тиража унутар града.

## Околина

### Хидро-борба против загађења
Захваљујући главној линији чишћења доступног граду Тунису, стопа прикључења станова на јавну мрежу чишћења достигла је 100% за мали појас Туниса. Само са периферијом Туниса, постоје одређени окружници основног станишта који су лишени мрежа чишћења и који евакуишу своје одбацивања на отворено небо.
У оквиру нове политике индустријских односа интеграције популарних четврти у урбану динамику капитала, како би се својим становницима осигурали бољи квалитет живота и окружења и висока оштрина узастопних проблема до подручја несаности, рођених из округа спонтаног станишта, град Тунис ангажован је на акцији рехабилитације ових округа, која је профитирала из нове инфраструктуре чишћења отпадних вода и одводње кишне воде.
Ове акције су омогућиле потпуну комуналну периметар урбанизирану од Туниса јавне мреже чишћења прије 2004. године и третирати целу отпадну воду сакупљену прије 2006. године и то захваљујући инсталацији последњег постројења за пречишћавање са југоисточним делом, западно од Туниса (округа Сиди Хасине есијоуми).
Поред тога, покренута су две операцијске скале: једна за чишћење и обнову обала јужног језера Туниса, док се друга односи на инсталацију старе луке Тунис на савременом месту ужитка.
Штавише, град Тунис врши контролу над загађивачким одбацивањем водоника у пријемном медију (канали), који произилазе из производних објеката који су лишени станице префере и нису повезани са јавном мрежом чишћења.
Неопходно је напоменути да се, према директивама општинског већа града Туниса, индустријска борба против загађења врши и узводно. Тада се даје приоритет издатим индустријама и високим технологијама у којима Тунис жели да се специјализује.

## Партнерски градови
- Алжир
- Аман[8]
- Келн
- Доха
- Џеда
- Кувајт
- Лисабон[8][9][10]
- Манама
- Монтреал[11]
- Москва
- Рабат
- Рио де Жанеиро[11]
- Сантијаго де Чиле
- Ташкент
- Тир
- Беч
- Београд
- Марсељ
- Праг
- Стокхолм

## Знаменитости
- Рушевине Картагине се налазе у непосредној близини Туниса
- Медина у Тунису је под заштитом УНЕСКОа од 1979. године
- У центру града се налази католичка катедрала направљена у византијском стилу, као и руска православна црква
- У самом центру града, паралелно са главном градском улицом (улицом Хабиба Бургибе) се налази улица Југославије

## Галерија
- град ноћу
- Хотел у граду Тунису